# Ulica Powstańców w Mysłowicach
Ulica Powstańców w Mysłowicach – ulica w Mysłowicach, położona w północnej części miasta, na terenie dzielnicy Stare Miasto. 
Łączy ona plac Wolności z mysłowickim dworcem kolejowym. Ulica charakteryzuje się dużym zróżnicowaniem zabudowy (po części zabytkowej), a jej rozwój nastąpił po doprowadzeniu w 1846 roku do Mysłowic linii kolejowej. Przy ulicy Powstańców siedzibę ma m.in. Urząd Miasta Mysłowice czy parafia ewangelicka. 

## Przebieg
Ulica Powstańców przebiega przez teren Mysłowickiej dzielnicy Stare Miasto na całej swojej długości.
Numeracja budynków rozpoczyna się od strony północnej, przy placu Wolności. Stamtąd droga biegnie na znacznej długości prostolinijnie w kierunku zbliżonym do południowego. Kończy się ona przy wjeździe do parku Promenada (ul. Promenada), krzyżując się po drodze jedynie z ulicą Strażacką po swojej lewej stronie.

## Charakterystyka

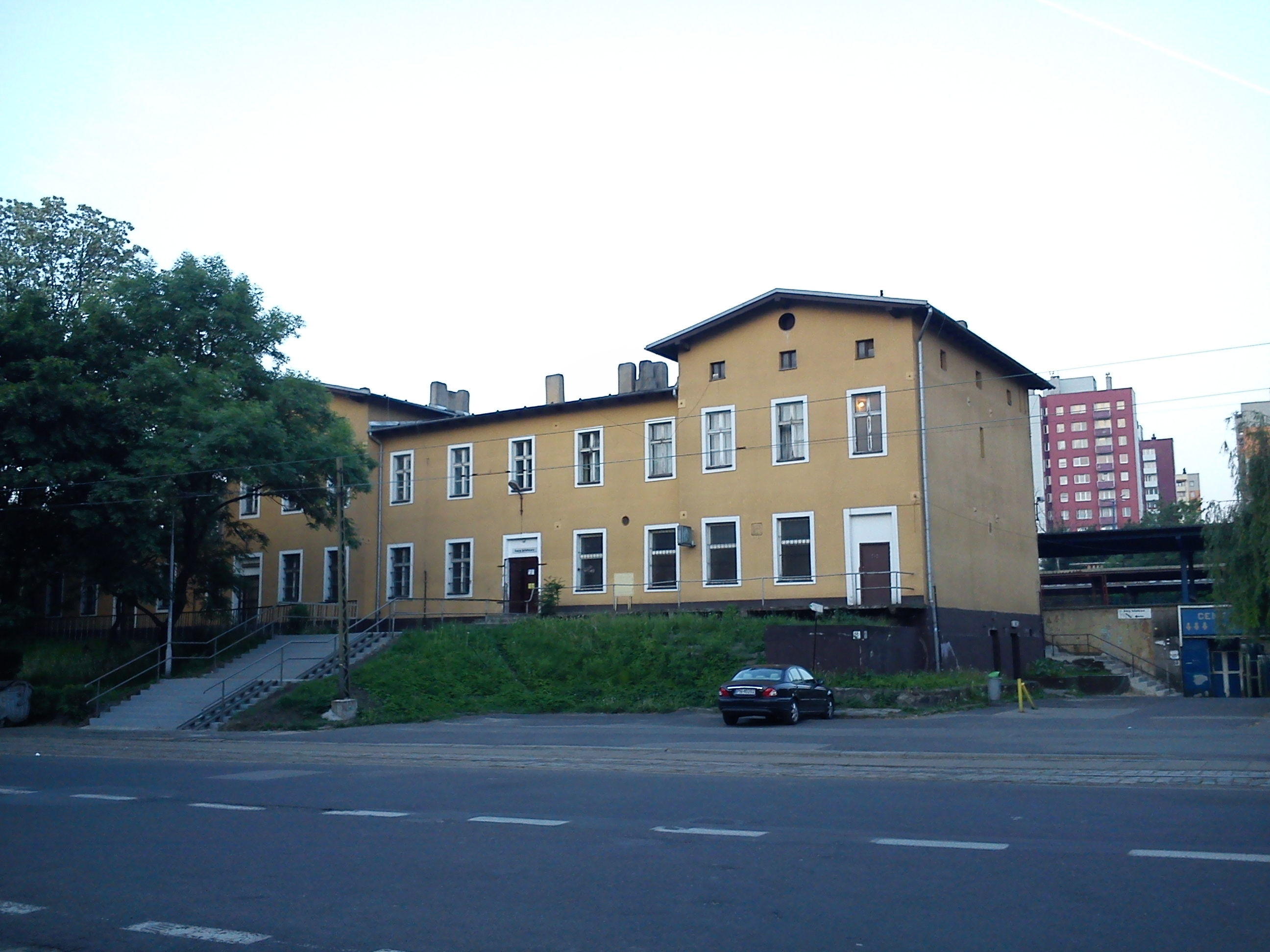
Budynek dworca kolejowego (2011)

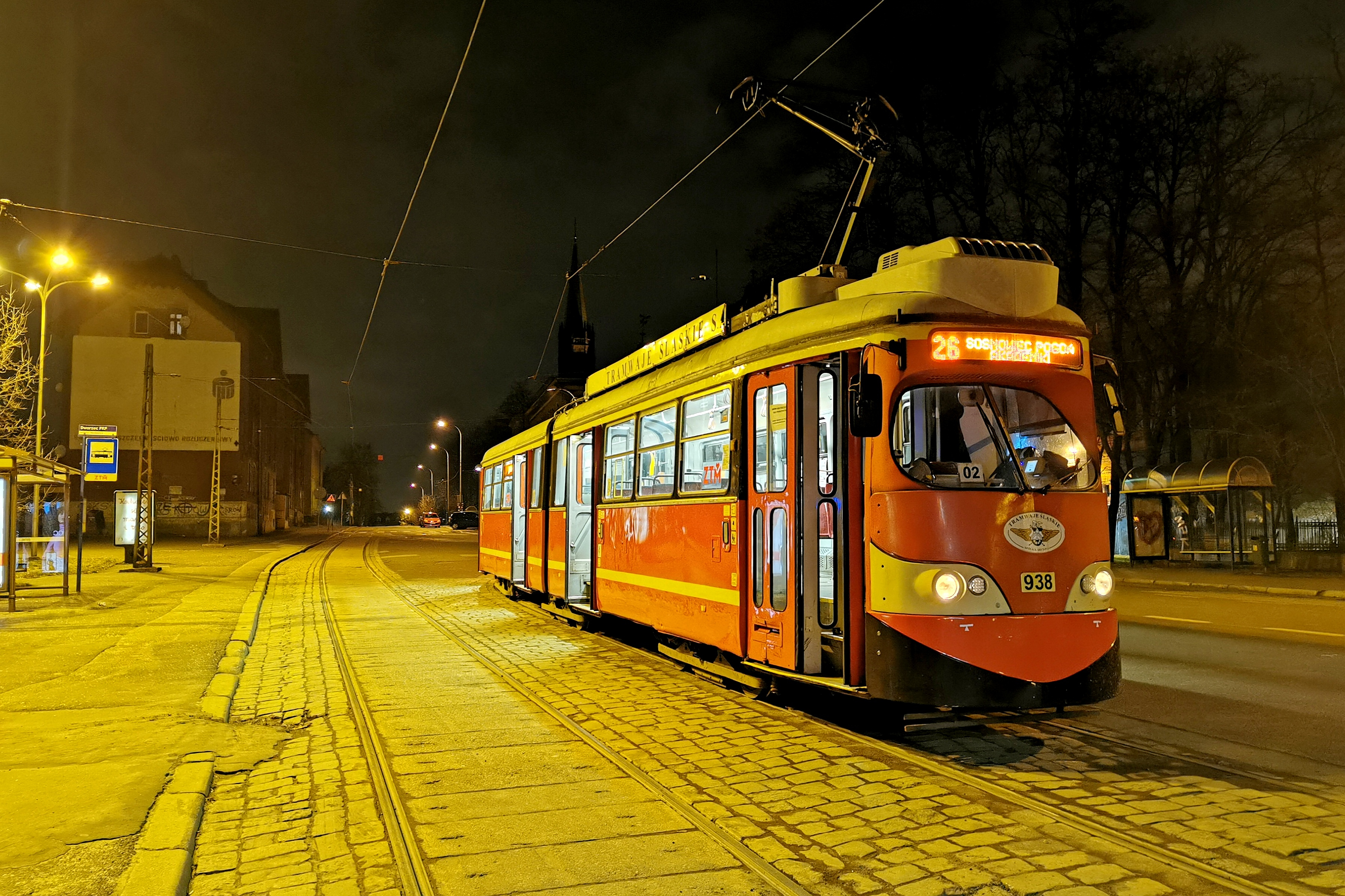
E1 na ulicy Powstańców (2021)

Ulica Powstańców na odcinku od placu Wolności do ulicy Strażackiej to droga powiatowa nr 8806S o klasie drogi lokalnej (L). Na tym odcinku posiada nawierzchnię bitumiczną o szerokości jezdni 6,5 m, na odcinku do Promenady szerokość jezdni wynosi 4,8 m. 
Łączna jej długość wynosi 520 m. W systemie TERYT ulica Powstańców widnieje pod numerem 17354, a kod pocztowy dla adresów wzdłuż niej to 41-400.
Ulicą kursują pojazdy miejskiego transportu zbiorowego Zarządu Transportu Metropolitalnego (ZTM). Do mysłowickiego dworca kolejowego prowadzi linia tramwajowa kierująca się w dwóch kierunkach: przez Piasek do Katowic i do Sosnowca.
Przy ulicy Powstańców znajduje się stacja kolejowa Mysłowice. Sam dworzec kolejowy położony jest od strony ulicy. Na stacji krzyżują się linie kolejowe: nr 134 w kierunku Jaworzna Szczakowy i nr 138 Katowice – Mysłowice – Oświęcim. Według rozkładu jazdy na okres 2023/2024 na niej zatrzymywały się pociągi Kolei Śląskich, PKP Intercity i Polregio, kursujące m.in. w kierunku: Gliwic, Katowic, Krakowa, Oświęcimia, Poznania, Przemyśla czy Wrocławia.
Wzdłuż ulicy Powstańców na całej swojej długości biegnie czerwony szlak turystyczny – Szlak im. Mariana Kantora-Mirskiego, a na odcinku od mysłowickiego dworca kolejowego w kierunku parku Promenada i dalej do Dziećkowic ciągnie się zielony szlak rowerowy. 
Na końcowym fragmencie ulicy Powstańców znajduje się ciąg pieszo-rowerowy o nawierzchni bitumicznej, biegnący dalej wzdłuż Promenady.
Zabudowa wzdłuż ulicy Powstańców pochodzi zasadniczo z przełomu XIX i XX wieku i charakteryzuje się dużą różnorodnością stylów architektonicznych – na całej swej długości występuje przemieszanie pięciu stylów, z czego najwięcej jest obiektów modernistycznych (7 budynków).

## Historia

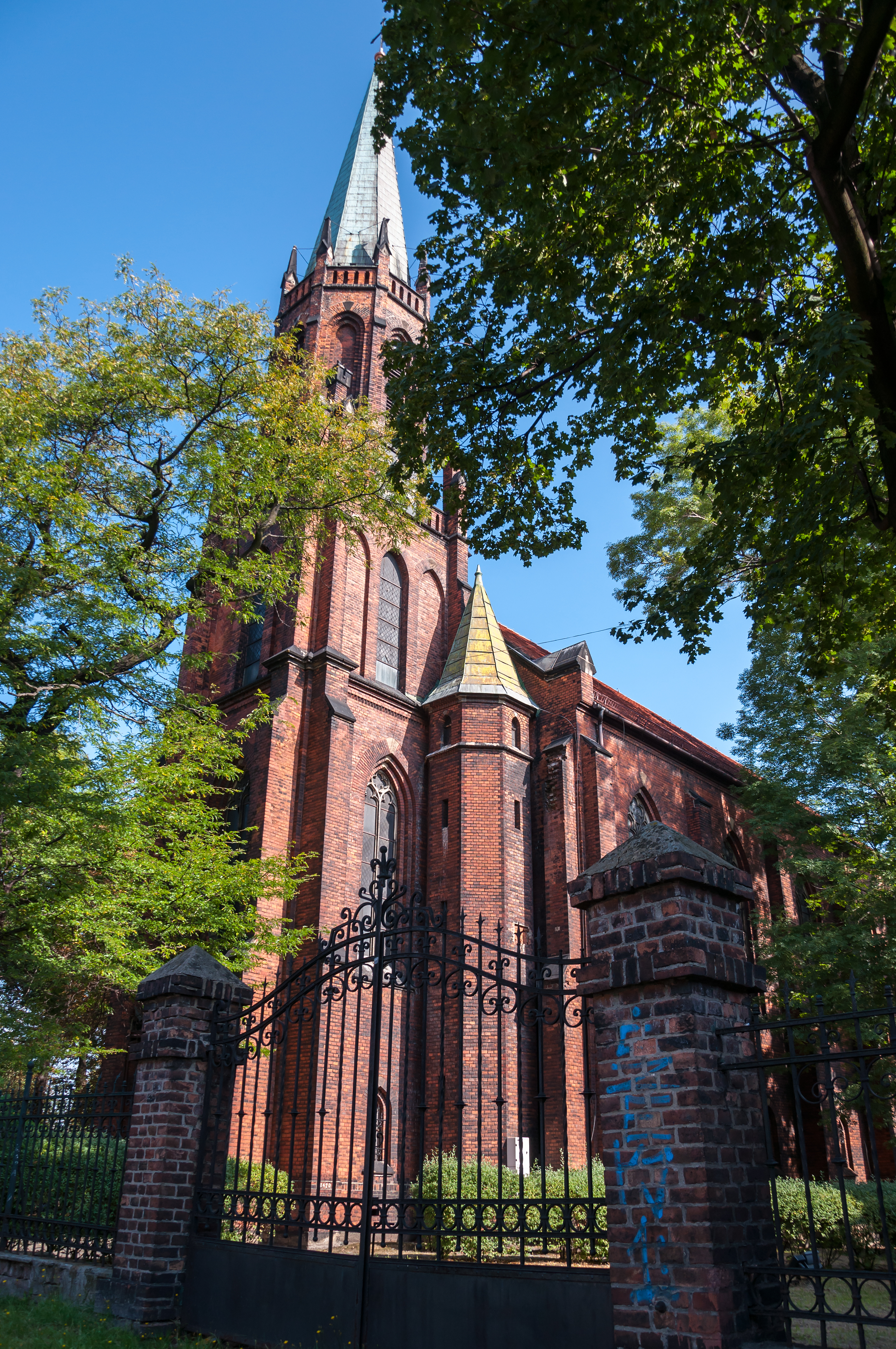
Kościół Ap. Piotra i Pawła z lat 70. XIX wieku (ul. Powstańców 5)

Rozwój ulicy Powstańców w Mysłowicach ma związek z doprowadzeniem do miasta linii kolejowej Kolei Górnośląskiej. Linia kolejowa do Mysłowic otwarta 1 października 1846 roku wprowadziła znaczące zmiany w układzie przestrzennym miasta i wywarła w następnych latach spory wpływ na jego zabudowę. W 1853 roku urządzono w Mysłowicach nowy plac targowy zwany Nowym Rynkiem – późniejszy plac Wolności. Prowadziła z niego droga w kierunku mysłowickiego dworca kolejowego, która była wówczas niezabudowana, a pierwsze budynki mieszkalne znajdowały się dopiero w rejonie dworca kolejowego. W jego sąsiedztwie w 1853 roku powstał Labaszynski Hotel, a w 1859 roku firma spedycyjna Weichmanna. W tym czasie znajdowały się też dwa budynki mieszkalne.
Jeszcze w latach 50. XIX wieku ulicę Powstańców wybrukowano, a w 1872 roku wymieniono jej nawierzchnię.
W związku ze wzrostem liczby osób wyznania ewangelickiego w Mysłowicach, w 1857 roku erygowano gminę ewangelicką obejmującą m.in. Mysłowice, a w latach 70. XIX wieku przystąpiła ona do budowy kościoła Apostołów Piotra i Pawła.
Ówczesna Bahnhofstrasse do końca XIX wieku stała się ekskluzywną ulicą, przy której wzniesiono ratusz, kościół ewangelicki, dwa budynki mieszkalne pracowników kolei i budynek hotelowo-gastronomiczny. Od hotelu do Promenady rozciągała się Poststrasse, przy której powstał gmach poczty, willa gminy ewangelickiej, fabryka Schneidera i kamienica Maxa Weichmanna.

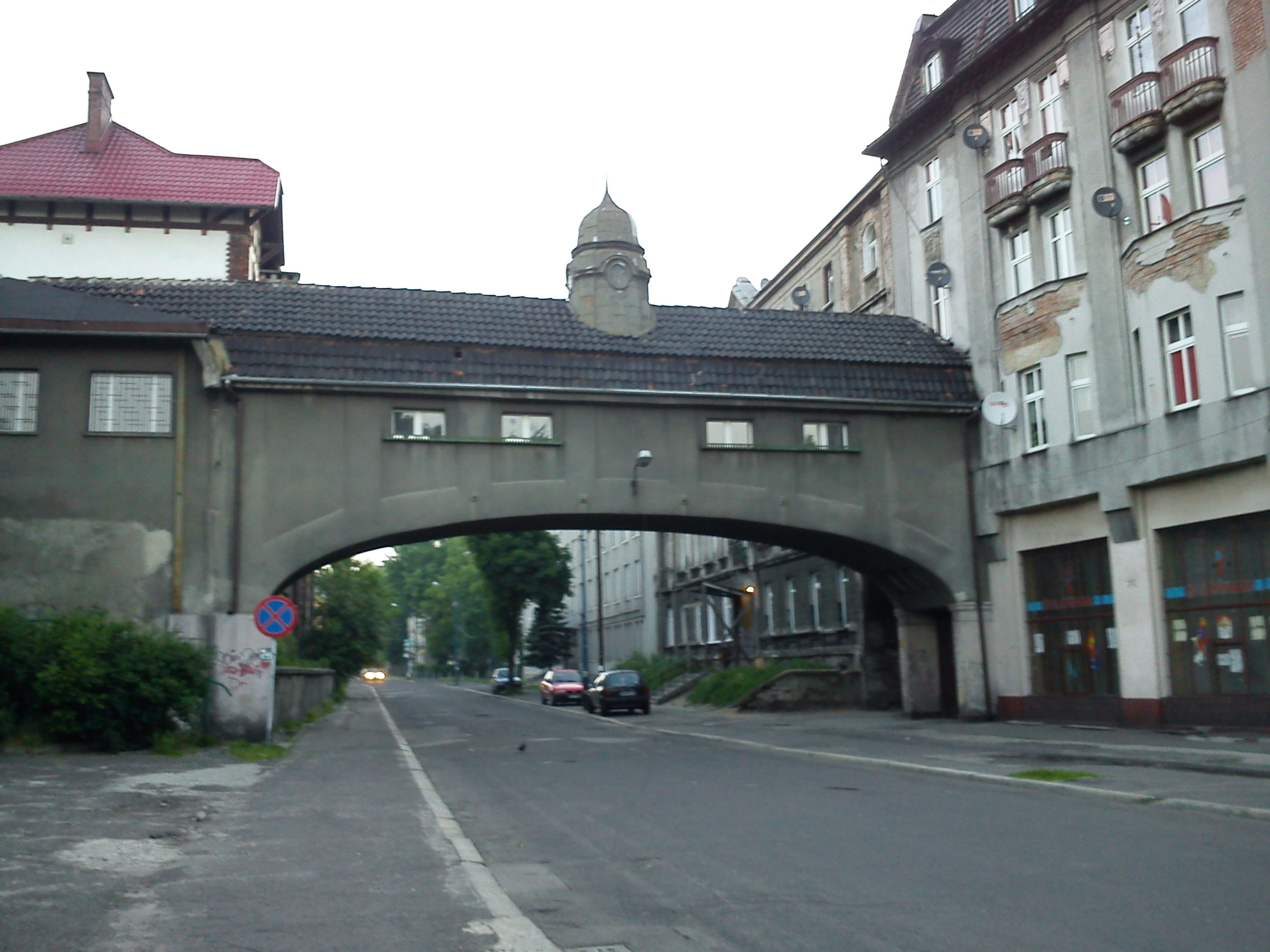
Przewiązka (tzw. „Most Westchnień”) nad ulicą Powstańców, która łączyła stację rejestracyjną z peronem mysłowickiej stacji kolejowej

Utworzenie w 1894 roku w Mysłowicach agentury emigracyjnej, która od 1900 roku miała swoja siedzibę przy późniejszej ulicy Powstańców 23 otworzyło przed miastem nowe szanse rozwoju. Agentura była odpowiedzialna za przyjmowanie emigrantów, ich rejestrację i przygotowanie do transportu do Stanów Zjednoczonych i Kanady. W całej swojej historii biuro odprawiło ponad 1,5 mln osób, co stanowiło 27% liczby emigrantów z Europy. Dodatkowo położenie miasta na pograniczu trzech mocarstw europejskich sprawiło, że miasto stało się atrakcyjnie turystycznie, odwiedzane od lat 80. XIX wieku do wybuchu I wojny światowej przez rzeszę turystów. Największe zainteresowanie budziła trasa biegnąca wzdłuż późniejszej ulicy Powstańców, prowadząca od dworca kolejowego do Trójkąta Trzech Cesarzy i stacja rejestracyjna emigrantów.
Pod koniec XIX wieku przygotowano pierwsze plany poprowadzenia do Mysłowic linii tramwajowej. Trasę z Hajduk Wielkich (Chorzowa-Batorego) do Mysłowic przez Katowice i Szopienice oddano do użytku 31 października 1900 roku. Poprowadzono ją przez Piasek i dalej wzdłuż ulicy Bytomskiej, a następnie w kierunku ulic Krakowskiej, Grunwaldzkiej i Powstańców do dworca kolejowego.
Okres znaczącego rozwoju miasta został przerwany w 1914 roku wraz z wybuchem I wojny światowej. W 1922 roku Mysłowice zostały włączone do Polski, a do tego czasu na odcinku do dworca kolejowego ulica nosiła nazwę Bahnhofstrasse, a odcinek ulicy do Promenady nosił nazwę Poststrasse. W okresie międzywojennym przemianowano je kolejno na ulicę Dworcową i ulicę Pocztową. W późniejszych latach zostały one połączone w jedną ulicę.

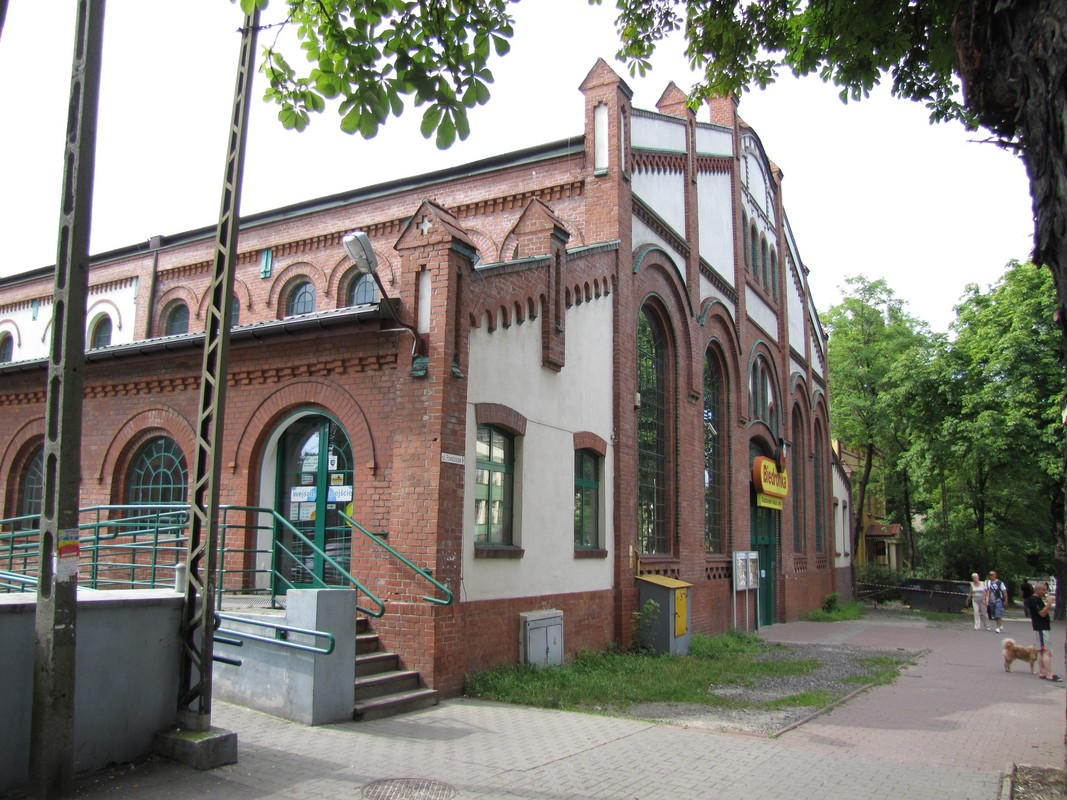
Budynek dawnej hali walcowni cynku „Kunegunda” (2010)

W latach międzywojennych historyczny układ urbanistyczny Mysłowic pozostawał bez zmian, a jego główna oś biegła od ulicy Bytomskiej przez Rynek, ulicę Grunwaldzką i ulicę Powstańców do dworca kolejowego. W latach międzywojennej przy późniejszej ulicy Powstańców funkcjonowało kilka zakładów przemysłowych: Zakład Mechaniczny i Wytwórnia Narzędzi Rzemieślniczych „Spielmann”, Fabryka Wełny „Czesanka” i Walcownia Cynku „Kunegunda”. Pod nr. 23 funkcjonował Zakład Mechaniczny „Minerva”, w którym produkowano części do maszyn dla kopalń węgla kamiennego, hut żelaza i kolei wąskotorowych oraz maszyny dla użytku domowego. Pod nr. 9 działał wówczas hotel „Köhler”, a pod nr. 23 hotel „Francuski”. W budynku przedwojennej stacji emigracyjnej przy późniejszej ulicy Powstańców 25 w latach międzywojennej działał Państwowy Urząd Emigracyjny, a także Generalne Towarzystwo Emigracyjne.
W 1929 roku przebudowano mysłowicki odcinek linii tramwajowej – linia, którą przekuto na normalny tor, kończyła się w rejonie skrzyżowania ulic Starokościelnej i Krakowskiej, nie dochodząc już do dworca kolejowego. W 1938 roku władze miasta Mysłowice podjęły uchwałę o urządzeniu Miejskiej Hali Targowej i w tym celu wykupiono halę po unieruchomionej walcowni „Kunegunda” przy ulicy Powstańców 6.

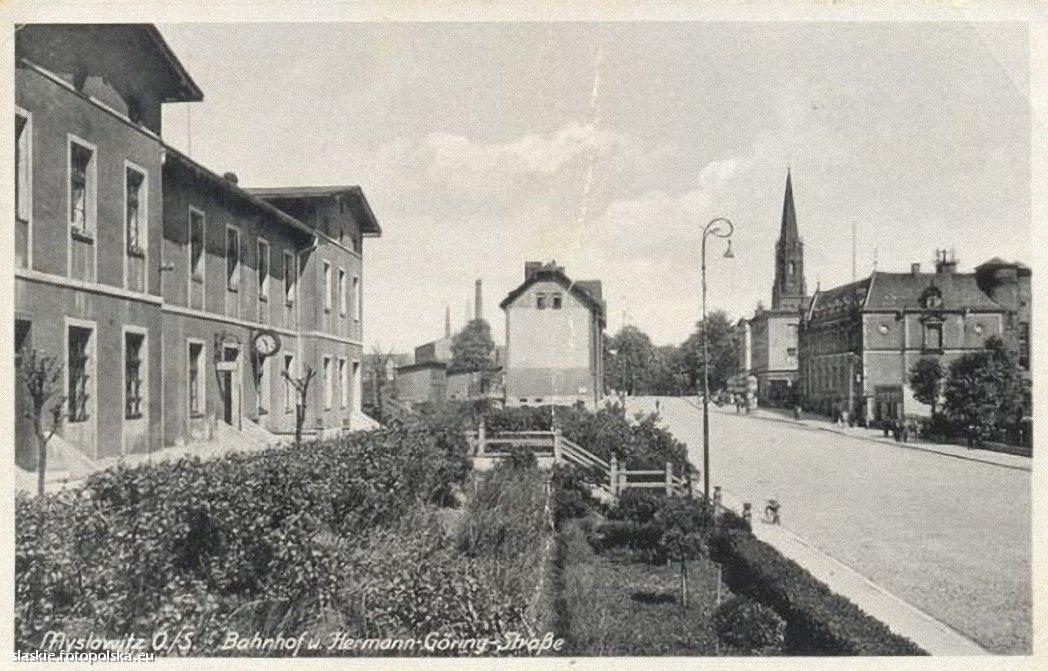
Ulica Powstańców w czasach okupacji niemieckiej

W czasach niemieckiej okupacji ulica nosiła nazwę Hermann Göring Strasse, a po II wojnie światowej przemianowano ją na ulicę Powstańców.
W latach 50. XX wieku tramwaj z Katowic ponownie zaczął docierać do mysłowickiego dworca kolejowego, a w 1954 roku oddano do użytku odcinek linii z Sosnowca. Najprawdopodobniej w drugiej połowie XX wieku doszło do połączenia ulicy Powstańców z ulicą Strażacką, w wyniku czego rozebrano niektóre budynki znajdujące się w przebiegu osi odcinka łączącego obie ulice.
Plac przed dworcem kolejowym w 2013 roku należał do najsilniej zdegradowanych terenów miejskiej przestrzeni publicznej Starego Miasta w Mysłowicach. Również w złym stanie technicznym była wówczas cała ulica Powstańców i połowa budynków wzdłuż niej. 20 maja 2021 roku podpisano umowę na przebudowę ciągu ulic: Bytomskiej, Starokościelnej, K. Szymanowskiego i Powstańców, w ramach której przewidziano m.in. przebudowę linii tramwajowej na odcinek dwutorowy, a wraz z tym modernizację innych elementów infrastruktury, w tym jezdni i chodników, a także całej infrastruktury podziemnej. Prace budowlane rozpoczęły się na początku sierpnia tego samego roku. W 2022 roku zmodernizowano kamienicę pod nr. 15, a na ścianie budynku pod nr. 12 powstał mural.

## Obiekty zabytkowe i miejsca pamięci
Obiekty zabytkowe i historyczne:

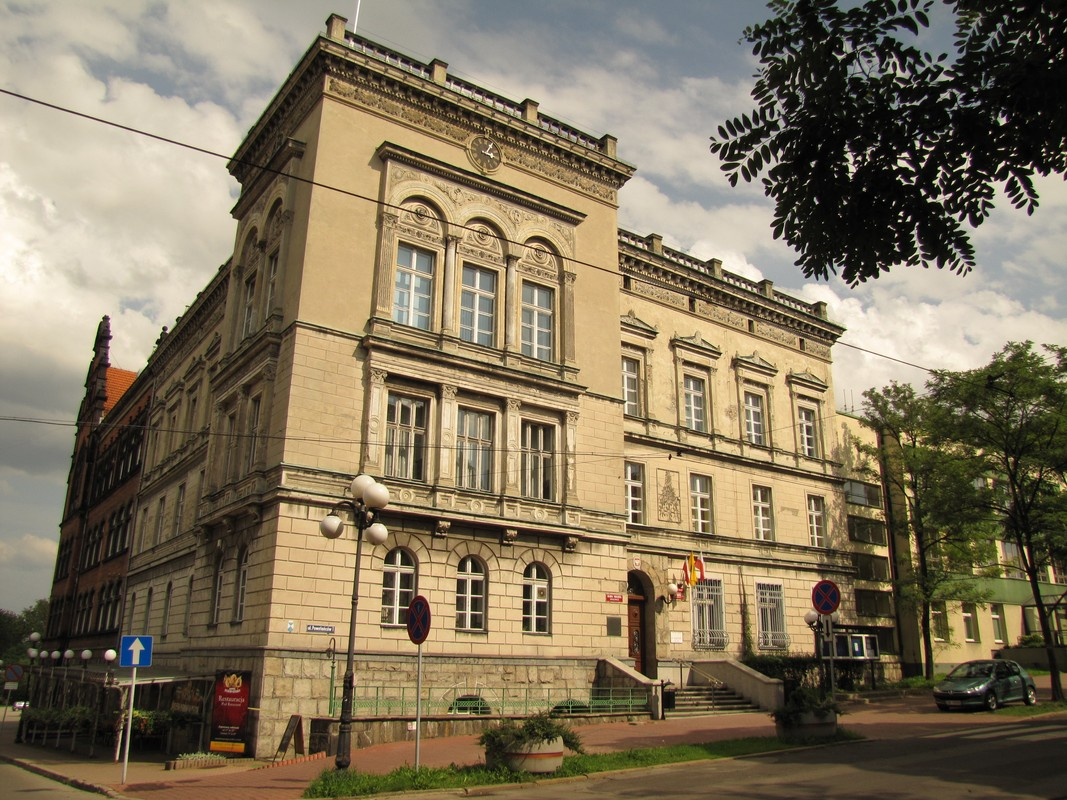
Zabytkowy ratusz pod nr. 1

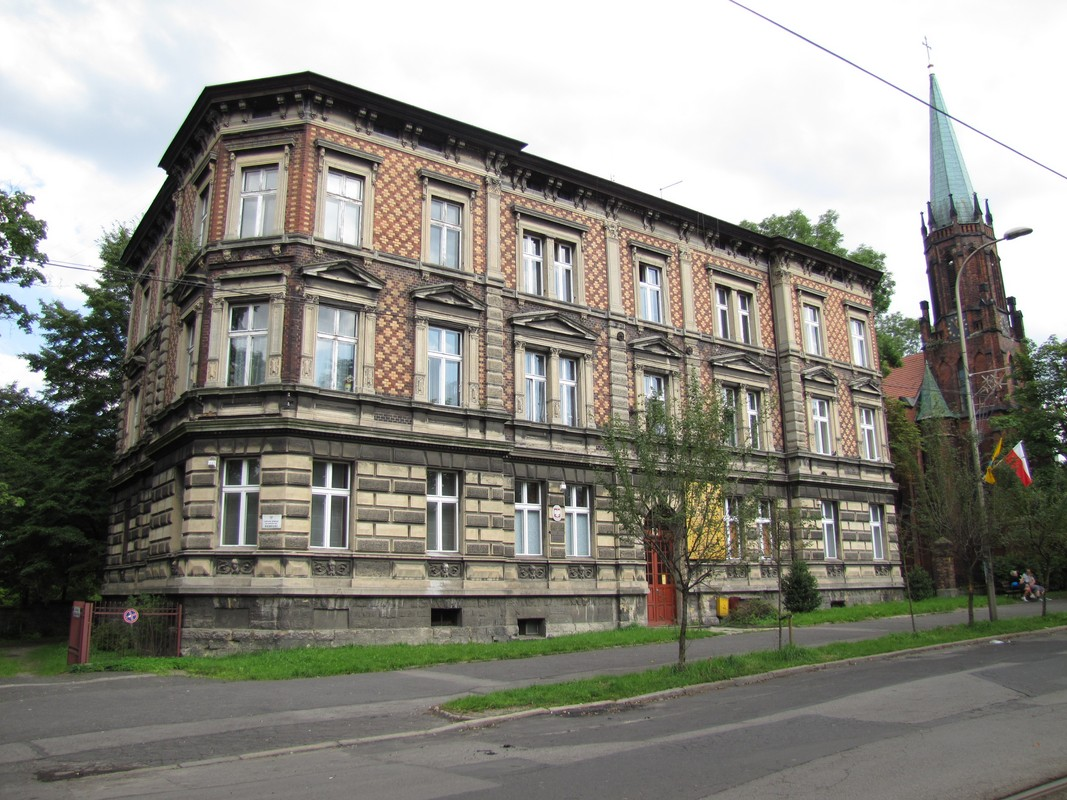
Kamienica pod nr. 3

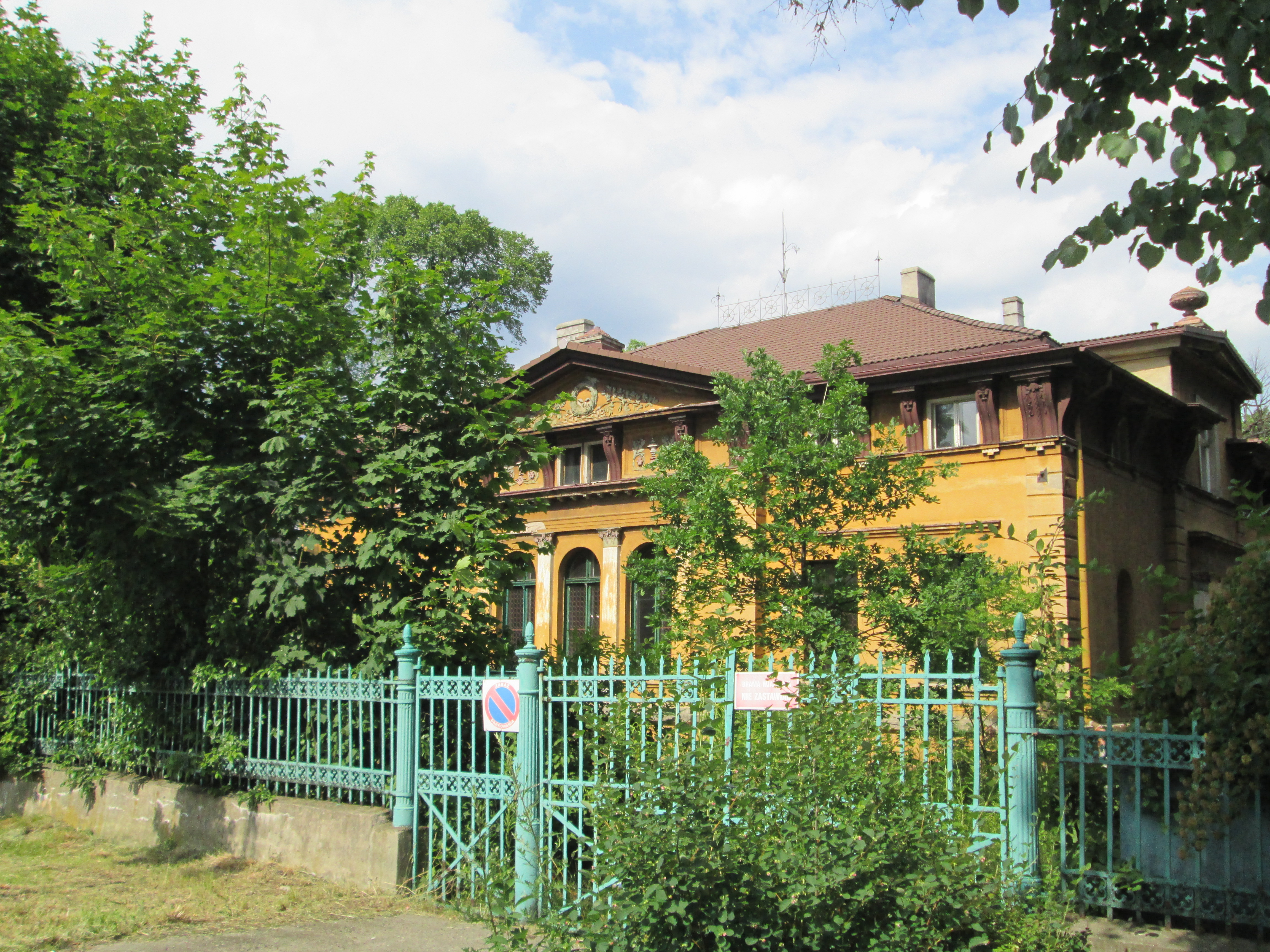
Willa Kuderów pod nr. 13

- Ratusz (ul. Powstańców 1; róg z pl. Wolności) – siedziba Urzędu Miasta Mysłowice; z lat 1866–1868 w stylu eklektyzmu z elementami neorenesansu, projektu Paula Jackischa[44]; na fasadzie budynku znajdują się odlewy rzeźbiarskie, a w drzwiach wejściowych witraż z herbem miasta Mysłowice[44]; wpisany do rejestru zabytków nieruchomych 23 lipca 1979 roku pod nr. A/1239/79[45],
- Kamienica (ul. Powstańców 3)[46],
- Kościół Apostołów Piotra i Pawła (ul. Powstańców 5) – świątynia ewangelicko-augsburska należąca do mysłowickiej parafii; z lat 1875–1877, według projektu Paula Jackischa w stylu neogotyku[45]; jest to obiekt wzniesiony z czerwonej cegły, jednonawowy, z wieżą od strony zachodniej i prezbiterium od wschodu; posiada neogotyckie wyposażenie z końca XIX wieku[47]; kościół wpisany jest do rejestru zabytków nieruchomych 17 grudnia 1997 roku pod nr. A/1661/97[45],
- Budynek walcowni cynku huty „Kunegunde” (ul. Powstańców 6) – późniejszy budynek sklepu sieci Biedronka[48]; z 1903 roku, rozbudowany w 1907 roku, według projektu Georga Schalschy[49]; jest to obiekt murowany, wybudowany z czerwonej cegły[44],
- Budynek mieszkalny (ul. Powstańców 7)[46],
- Hotel (ul. Powstańców 9) – późniejszy budynek przychodni rejonowej[46]; z drugiej połowy XIX wieku; na elewacji frontowej znajdują się cztery pilastry, a wejście do gmachu znajduje się pośrodku[50],
- Budynek poczty (ul. Powstańców 11)[46] – z 1888 roku, w stylu neogotyckim, według projektu K. Fordmana; gmach posiada charakterystyczne zwieńczenia szczytów naroży na dachu; w części szczytowej umieszczono mozaikę przedstawiają Hermesa, a na bocznej ścianie malowidło przedstawiające Archanioła Gabriela[51],
- Budynek mieszkalny dla urzędników kolei (ul. Powstańców 12)[46],
- Budynek mieszkalny dla urzędników kolei (ul. Powstańców 12a)[46],
- Willa Kuderów (ul. Powstańców 13) – z lat 70. XIX wieku, w stylu neoklasycyzmu; wpisana do rejestru zabytków nieruchomych 23 lipca 1979 roku pod nr. A/1238/79[45],
- Budynek dworca kolejowego (ul. Powstańców 14) – na stacji Mysłowice[48],
- Budynek (ul. Powstańców 14a) – po południowej stronie dworca kolejowego[48],
- Wiaty peronowe nr 1, 2 i 3 (ul. Powstańców) – na stacji Mysłowice; o nitowanej konstrukcji[48],
- Dom mieszkalny (ul. Powstańców 15) – wraz z oficyną[46],
- Dom mieszkalny kolejowy (ul. Powstańców 16)[46]
- Plebania parafii ewangelicko-augsburskiej (ul. Powstańców 17)[46],
- Dom mieszkalny wielorodzinny (ul. Powstańców 17a)[46],
- Dom mieszkalny kolejowy (ul. Powstańców 18)[46],
- Dom mieszkalny kolejowy (ul. Powstańców 20)[46],
- Kamienica (ul. Powstańców 21)[46],
- Siedzina biura emigracyjnego (ul. Powstańców 23) – później dom mieszkalny[46],
- Przewiązka, tzw. „Most Westchnień” (ul. Powstańców 23)[46] – z 1908[52] bądź z 1910 roku[53]; jest to zamknięty pomost[51] z wieżyczką pośrodku[52], wybudowany z inicjatywy Maxa Weichmanna, łączył bezpośrednio biura Stacji Rejestracyjnej z peronem[54].

Miejsca pamięci:
- Tablica (ul. Powstańców 1; budynek Urzędu Miasta Mysłowice) – poświęcona poległym w latach 1919–1921 powstańcom śląskim z Mysłowic[55],
- Tablica (ul. Powstańców 19) – upamiętniająca 23 Batalion Saperów Górnośląskich, walczących we wrześniu 1939 roku[56],
- Pomnik (ul. Powstańców 23) – upamiętniający więźniów Policyjnego Więzienia Zastępczego i Obozu Karnego[57].

## Gospodarka i instytucje

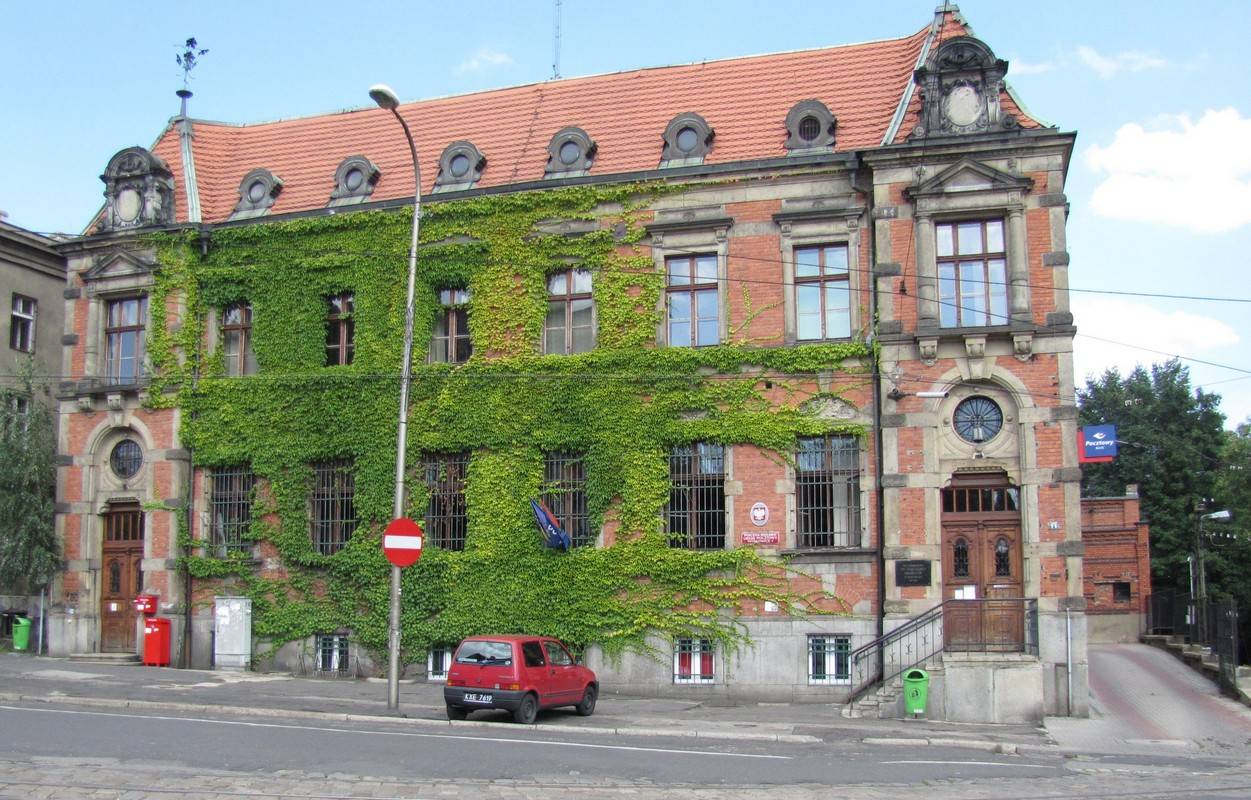
Siedziba mysłowickiego oddziału Poczty Polskiej (ul. Powstańców 11)

Na początku 2024 roku w systemie REGON zarejestrowanych było około 120 podmiotów gospodarczych z siedzibą przy ulicy Powstańców. Siedzibę miały tutaj wówczas następujące urzędy i instytucje: Urząd Miasta Mysłowice (ul. Powstańców 1), Zarząd Oddziału Powiatowego Związku Ochotniczych Straży Pożarnych RP w Mysłowicach (ul. Powstańców 1), Miejski Zespół Obsługi Placówek Oświatowych w Mysłowicach (ul. Powstańców 6a), Koło w Mysłowicach Polskiego Towarzystwa Lekarskiego (ul. Powstańców 9), Urząd Pocztowy Mysłowice 1 Poczty Polskiej (ul. Powstańców 11), Kościół Zielonoświątkowy Zbiór „Genezaret” w Mysłowicach (ul. Powstańców 14), Parafia Ewangelicko-Augsburska w Mysłowicach (ul. Powstańców 17), Publiczna Szkoła Podstawowa Jezuitów w Mysłowicach (ul. Powstańców 19), UKS Chromik Mysłowice (ul. Powstańców 23) i KS Lechia 06 Mysłowice (ul. Powstańców 23).
Ponadto w tym okresie działały tutaj m.in.: żłobek, placówki ubezpieczeniowe i finansowe, placówki edukacyjne, firmy remontowo-budowlane, wspólnoty mieszkaniowe, kancelarie notarialne i adwokackie, przedsiębiorstwa wielobranżowe, gabinety lekarskie, salon fryzjerski, obiekty gastronomiczne, związki zawodowe, stowarzyszenia i inne.
Wierni rzymskokatoliccy mieszkający przy ulicy Powstańców przynależą do parafii Najświętszego Serca Pana Jezusa.